# God Save the Queen (песен на Секс Пистълс)
Бог да пази кралицата (на английски: God Save the Queen) е вторият сингъл на британската пънк група Секс Пистълс, издаден през 1977 г. и включен в единствения официален албум на състава Never Mind The Bollocks, Here's The Sex Pistols. Песента се превръща в „химн“ на пънк движението и един от запазените хитове на бандата.
God Save the Queen излиза за първи път на 27 май 1977 във връзка със сребърния юбилей на Елизабет II. Сингълът представлява директна атака срещу монархията, определящ управлението на кралицата като „фашистки режим“. Обложката изобразява портрет на Елизабет II, чийто очи и уста са закрити от надписите на заглавието и името на групата. Песента предизвиква огромен скандал и е забранена от Би Би Си и IBA. Много магазини отказват да продават сингъла. Въпреки забраните God Save the Queen продава над 150 000 копия и достига второ място в класациите след песента на Род Стюарт The First Cut Is the Deepest. Според някои хита на Секс Пистълс е най-продавания сингъл през 1977 г., но за да не обиди кралицата е избегнато поставянето му на челните места.
През май 2012 г. God Save the Queen излиза отново, за да отбележи диамантения юбилей на Елизабет II. Желанието на групата е и да измести поп песента на Гари Барлоу, композирана от Андрю Лойд Уебър, посветена на 60-годишнината от встъпването на власт на кралицата.